# Орудия (фильм)
«Орудия» (англ. Weapons) — американский фильм ужасов режиссёра и сценариста Зака Креггера. В фильме снялись Джош Бролин, Джулия Гарнер, Олден Эренрайк, Бенедикт Вонг, Остин Абрамс, Эйми Мэдиган, Кэри Кристофер и Джун Дайан Рейфил. Премьера фильма в США состоялась 8 августа 2025 года.

## Сюжет
Однажды ночью все ученики класса миссис Гэнди, кроме одного, таинственным образом исчезли. Учительница и остальные жители городка задаются вопросом, кто — или что — стоит за исчезновением детей.

## В ролях
- Джош Бролин
- Джулия Гарнер
- Олден Эренрайк
- Бенедикт Вонг
- Эйми Мэдиган
- Остин Абрамс
- Кэри Кристофер
- Джун Дайан Рейфил

## Производство
В январе 2023 года за право экранизации сценария к фильму «Орудия», написанного Заком Креггером, развернулась битва между студиями Universal Pictures, Netflix, TriStar Pictures и New Line Cinema. 25 января того же года стало известно, что права на фильм приобрела компания New Line. Согласно условиям соглашения, Креггер получил «восьмизначную сумму» за сценарий и режиссуру фильма и гарантии показа фильма в кинотеатрах.
В мае 2023 года стало известно, что в фильме снимутся Педро Паскаль и Ренате Реинсве. В феврале 2024 года Паскаль отказался от участия в съёмках из-за занятости в других проектах, его заменил Джош Бролин. В апреле 2024 года к актёрскому составу фильма присоединились Джулия Гарнер и Олден Эренрайк. В мае того же года стало известно, что в фильме снимутся Бенедикт Вонг, Эйми Мэдиган, Остин Абрамс, Кэри Кристофер и Джун Дайан Рейфил.
Съёмки фильма стартовали в Атланте в июне 2024 года.
Премьера фильма в кинотеатрах США состоялась 8 августа 2025 года. Ранее премьера планировалась на 16 января 2026 года.

## Восприятие
На сайте-агрегаторе Rotten Tomatoes рейтинг фильма составляет 94 % на основании 314 рецензий критиков и обладает «сертификатом свежести».
На сайте-агрегаторе Metacritic рейтинг фильма составляет 81 балл из 100 возможных на основании 46 рецензий критиков, что соответствует «всеобщему признанию».